# Andrej Žoldoš
Andrej Žoldoš (23. listopadu 1911 Trebišov – 4. listopadu 1947) byl slovenský a československý politik a poválečný poslanec Prozatímního Národního shromáždění a Slovenské národní rady za Demokratickou stranu.

## Biografie
Vyučil se zednickým mistrem v Trebišově. Za druhé světové války se podílel na odboji. Po osvobození se stal členem Revolučního národního výboru v Trebišově a členem Okresního národního výboru. Už v lednu 1945 se v Trebišově účastnil první porady Demokratické strany. Profesí byl dělníkem (uváděn též jako zedník), bytem v Trebišově. Na sjezdu Demokratické strany v dubnu 1945 byl zvolen jedním z jejích místopředsedů.
V letech 1945–1946 byl poslancem Prozatímního Národního shromáždění za Demokratickou stranu, kde setrval do parlamentních voleb v roce 1946. Na základě výsledků parlamentních voleb roku 1946 byl zvolen do Slovenské národní rady. Mandát poslance SNR zastával až do své smrti.